# Michael McGivney
Michael Joseph McGivney (12 de agosto de 1852 – 14 de agosto de 1890) foi um clérigo estadunidense e fundador dos Cavaleiros de Colombo. Filho maior dos imigrantes irlandeses Patrick e Mary McGivney, teve 12 irmãos, dos quais seis morreram de forma precoce. Ainda menino trabalhou como artesão em uma fundição.
Ordenado na Catedral de Baltimore pelo Cardeal James Gibbons em 1877. Seu primeiro encargo pastoral foi trabalhar na paróquia de St. Mary em New Haven. Onde preocupado pela fé e pela estabilidade financeira das famílias imigrantes, fundou em 1882 os Cavaleiros de Colombo, com a ajuda de vários homens fiéis leigos. Em 1884 foi nomeado pároco da St. Thomas Church em Thomastown. 
Tornou-se muito conhecido por seu trabalho intenso a serviço dos paroquianos. Faleceu por causa de uma pneumonia, aos 38 anos, durante a pandemia de gripe de 1889-1890. Sua causa de beatificação foi aberta em 1997. O Papa Bento XVI declarou-o "Servo de Deus".

## Beatificação
Em 1996, a Arquidiocese Católica Romana de Hartford abriu a causa para a canonização, uma investigação sobre a vida de McGivney com vistas ao reconhecimento formal pela Igreja Católica de sua santidade. Gabriel O'Donnell é o postulador da causa de McGivney. Ele também é o diretor do padre. McGivney Guild, que agora tem 150 000 membros apoiando sua causa. A investigação diocesana foi encerrada em 2000 e o caso foi encaminhado à Congregação para as Causas dos Santos da Cidade do Vaticano. Em 15 de março de 2008, o Papa Bento XVI aprovou um decreto reconhecendo a virtude heróica de McGivney, declarando-o assim como Venerável.
Em 6 de agosto de 2013, um milagre atribuído à intercessão de McGivney estava sob investigação no Vaticano. Em 27 de maio de 2020, o milagre atribuído à intercessão de McGivney foi aprovado pela Congregação para as Causas dos Santos e autorizado pelo Papa Francisco.
A missa de beatificação de pe. Michael McGivney foi celebrado na Catedral de São José em Hartford, Connecticut, com Dom Joseph William Cardeal Tobin presidindo em nome do Papa.